# Fellwechsel

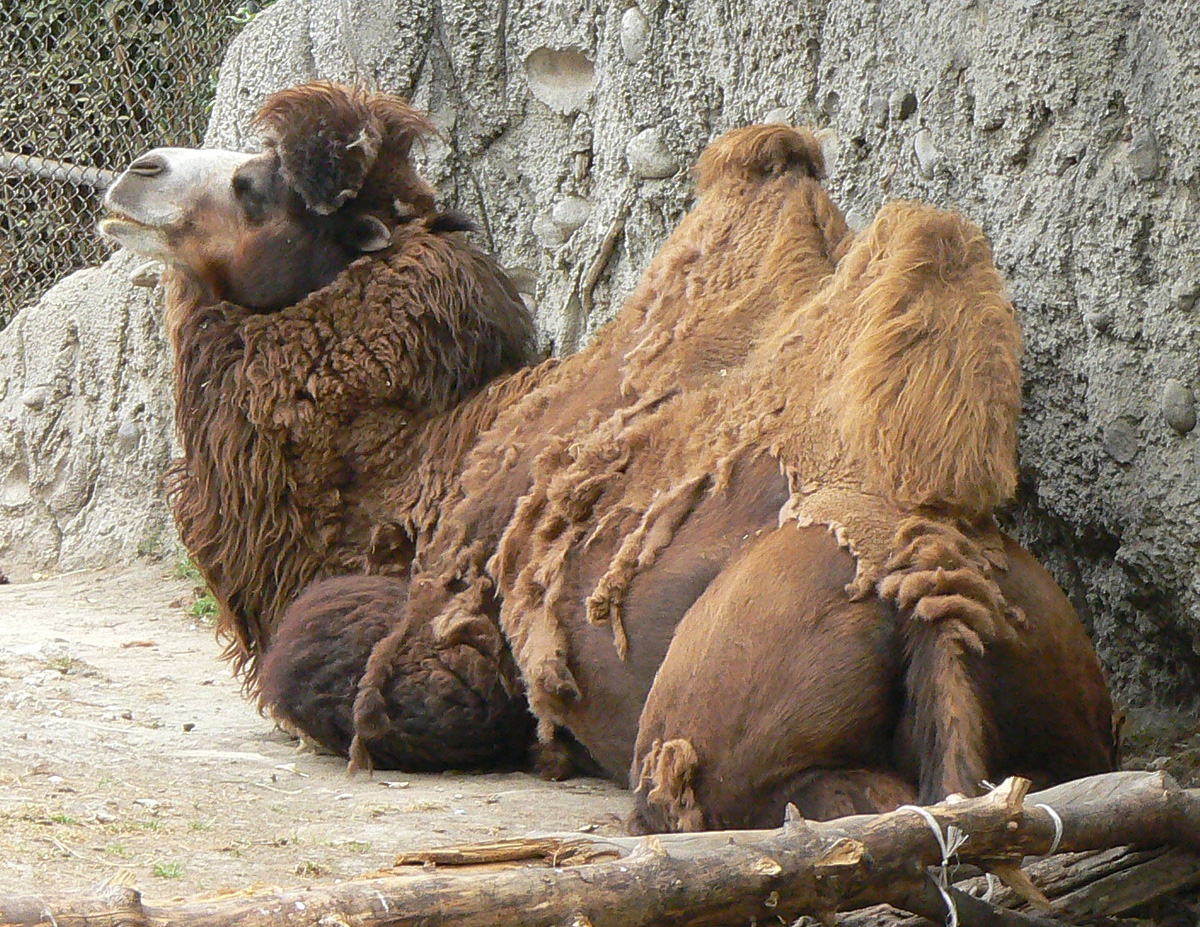
Trampeltier (Camelus bactrianus) im Zoo von Mexiko-Stadt beim Ablegen des Winterfells

Als Fellwechsel, Haarwechsel, Härung oder Umhaaren wird das Abwerfen von Haaren vieler Säugetiere bezeichnet, das meistens jahreszeitlich bedingt geschieht, wodurch Eigenschaften und Farbe des Fells den jahreszeitlichen Bedingungen angepasst werden. Der Federwechsel bei Vögeln wird Mauser genannt (siehe auch Vogelfell).

## Allgemein
Fast alle Säugetiere gemäßigter und polarer Breiten passen den Bedingungen der Jahreszeiten entsprechend die Struktur ihres Fells an, um sich vor Kälte zu schützen oder auch als veränderte Tarnfarbe gegenüber Fressfeinden oder Beutetieren. Ist ein Haar ausgewachsen, löst es sich von seiner Wurzel. Beim nächsten Fellwechsel wird es von dem nachwachsenden neuen Haar langsam verdrängt. Bei Raubtieren bildet sich dabei ein unterschiedliches Haar. Zwar bleibt die Anzahl der Haare immer gleich, doch unterscheidet sich das Winterhaar vom Sommerhaar durch eine größere Länge und Dichte. Das Winterfell kann dabei aus zahlreichen gekräuselten Wollhaaren bestehen, die eine stehende Luftschicht bilden und so einen raschen Wärmeverlust des Körpers verhindern. Auch ein dichtes, kurzes Unterfell, das bei Bedarf unter dem groben äußeren Fell aufgestellt wird, ist möglich. Hormonelle Änderungen sind der Auslöser des Fellwechsels.

## Unterschiedlicher Fellwechsel nach Tierarten

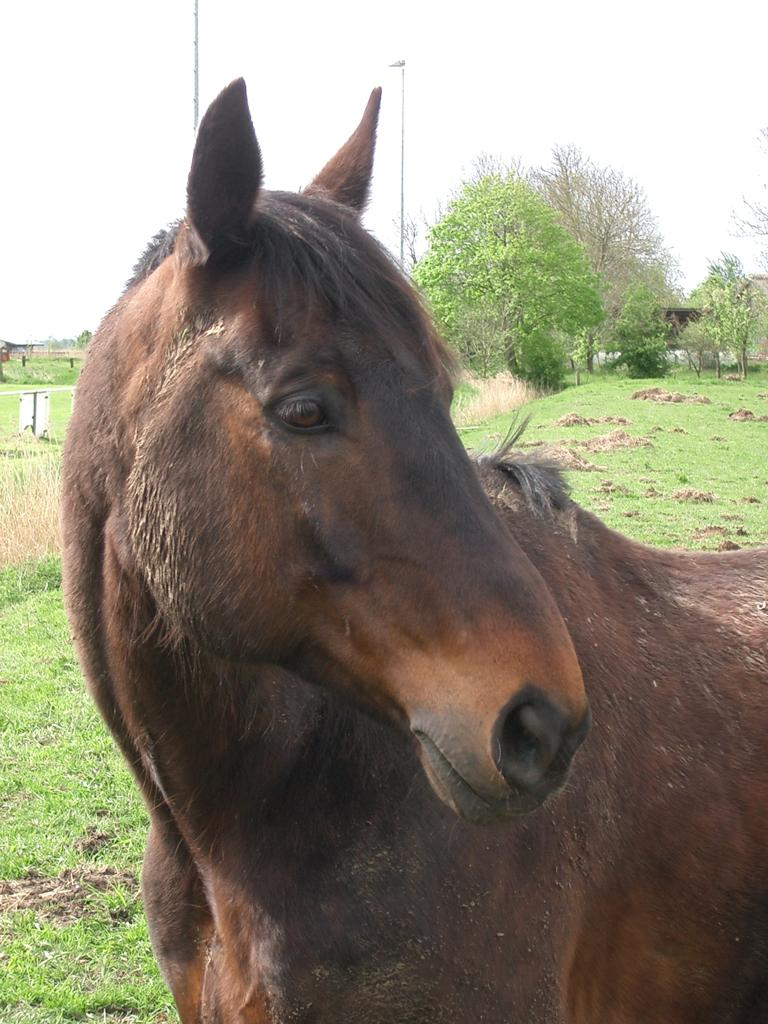
Hauspferd (aus Offenstallhaltung) im Fellwechsel. Gut zu erkennen ist das dunklere Winterfell und das schon teilweise durchkommende hellere Sommerfell.

Auffällige Beispiele für Fellwechsel sind Tiere, die sich im Schneewinter mit einem weißen Fell tarnen. Diese Eigenschaft hat sich unabhängig voneinander in ganz unterschiedlichen Tiergruppen entwickelt, z. B. bei Hermelin, Polarfuchs und Schneehase.
Der Haarwechsel setzt nicht an allen Körperteilen gleichzeitig ein, er erfolgt in einer für jede Art charakteristischen Abfolge.
Während im gemäßigten Klima ein zweimaliger Haarwechsel geschieht, im Frühjahr und im Herbst, wechseln einige arktische Tiere, wie Ren, Eisbär und Robben ihr Fell nur einmal jährlich. Bei den Robben geschieht das in der Zeit, in der sie die Jungen säugen und sie sich außerhalb des Wassers auf dem Land oder auf dem Eis aufhalten. Hier erfolgt der Wechsel besonders schnell. Die Haare lösen sich in ganzen Fetzen und das neue Fell wächst rasch nach. Auch Tiere die einen Winterschlaf halten haben meist nur einen einmaligen Haarwechsel, dazu zählen Dachs, Siebenschläfer, Murmeltiere und andere. Säugetiere, die sich erhebliche Zeit im Wasser aufhalten, wie Fischotter, Riesenotter, Seeotter, aber auch Biber und Nutria haben keinen jahreszeitlichen Haarwechsel. Wegen der Wärme entziehenden Wirkung des Wassers benötigen sie ständig ein dichtes Haarkleid, der Wechsel einzelner Haare findet deshalb permanent statt.
Beim Maulwurf weiß man sogar von einem dreimaligen jährlichen Fellwechsel. Zwischen den beiden jahreszeitlichen Wechseln erfolgt noch eine sommerliche „Zwischenhaarung“, bei beiden Geschlechtern und in allen Altersstufen.
Eichhörnchen verlieren im Sommer viele Deckhaare und sogar ihre Ohrpinsel. Im Herbst und Winter ist ihr Fell wieder nachgewachsen und glänzt. Auch die Haare auf den Ohren sprießen wieder.
Besonders deutlich wird der Fellwechsel bei Hauspferden, vor allem wenn sie in Offenstall- oder Robusthaltung leben und nicht eingedeckt werden, also dem Wetter ausgesetzt sind.
Häufig unterscheidet sich das Jugendkleid pelztragender Tiere in Farbe und Struktur erheblich von dem ausgewachsener Tiere, gelegentlich sogar mit Zwischenstufen, beispielsweise bei einigen Robbenarten (Bezeichnungen nach Altersstufen sind hier Whitecoat und Blueback, hinzu das Haarkleid erwachsener Tiere. Siehe dazu auch Robbenfell).

## Diverses
- Zu Problemen führt der Fellwechsel mitunter bei Tierhaarallergikern, da auch Haustiere wie Hund, Katze oder Pferd einen Fellwechsel mitmachen.
- Im Fellhandel gehören Felle aus der Zeit des Haarwechsels und Sommerfelle zu den erheblich geringer bewerteten Fellqualitäten.

## Belege
1. 1 2 3 4 5  Christian Franke/Johanna Kroll: Jury Fränkel’s Rauchwaren-Handbuch 1988/89. 10. überarbeitete und ergänzte Neuauflage, Rifra-Verlag Murrhardt, S. 352–354.
2. ↑  Enzyklopädie der Natur S. 134  Bertelsmann Lexikon Verlag GmbH Gütersloh/München 2001 ISBN 3-572-01284-8